# Eisenbahnsignale in Norwegen
Das Eisenbahnsignalsystem in Norwegen ist seit dem 4. Dezember 2001 durch die Vorschrift Nr. 1336 zu Signalen und Zeichen an staatlichen Eisenbahnstrecken und angeschlossenen Privateisenbahnstrecken („Forskrift av 4. desember 2001 nr. 1336 om  signaler og skilt på statens jernbanenett og tilknyttede private spor“) geregelt.
Diese Regelung wurde durch die Forskrift om togframføring på det nasjonale jernbanenettet (togframføringsforskriften), Kapittel 9, Signaler abgelöst, die am 13. Dezember 2009 um 03:00 Uhr in Kraft trat.
Die ersten Signale an norwegischen Eisenbahnstrecken waren mechanische Formsignale, welche 1893 im Bahnhof Drammen installiert wurden. Die ersten elektrischen Lichtsignale wurden 1924 von der AEG geliefert. Heutzutage werden in Norwegen ausschließlich elektrische Lichtsignale eingesetzt.

## Signalmittel
Die folgenden Signalmittel kommen zum Einsatz:
- Signalflaggen
- Handleuchten
- Signalpfeifen
- Handzeichen
- stationäre Lichtsignale
- stationäre Tonsignale
- Signalschilder
- Orientierungspfosten
- Lokomotivpfeife
- Signallampen von Lokomotiven und Waggons

## Grundsätzliche Bedeutung der Signalfarben
- Rot: Zughalt!
- Violett: zeigt an, dass kurz vor dem zugehörigen Bahnübergang gehalten werden muss.
- Gelb: Achtung!
- Grün: Fahrt frei!
- Weiß: Freie Strecke.

## Lichtsignale
Bei den Signalen werden Einfahrsignale, Ausfahrsignale und Signale innerhalb des Bahnhofsbereiches (diese entsprechen deutschen Zwischensignalen) unterschieden.
Folgende Signalbilder sind gebräuchlich:

### Hauptsignale
| Signal | Signal                                       | Bedeutung                                                      | Benutzt für                                                       |
| ------ | -------------------------------------------- | -------------------------------------------------------------- | ----------------------------------------------------------------- |
|        | Signal 20A – Halt – blinkend                 | Zug muss vor dem Signal anhalten                               | Einfahr- und Blocksignale                                         |
|        | Signal 20B – Halt                            | Zug muss vor dem Signal anhalten                               | Ausfahrsignale und Signale im Bahnhofsbereich                     |
|        | Signal 21 – Fahrt (auf abzweigendem Fahrweg) | Fahrt über den abzweigenden Strang einer oder mehrerer Weichen | Ein-, Ausfahr- und Blocksignale sowie Signale im Bahnhofsbereich. |
|        | Signal 22 – Fahrt                            | Fahrt, nicht über den abzweigenden Strang von Weichen          | Ein-, Ausfahr- und Blocksignale sowie Signale im Bahnhofsbereich. |

### Vorsignal
| Signal | Signal                                                            | Bedeutung                                             |
| ------ | ----------------------------------------------------------------- | ----------------------------------------------------- |
|        | Signal 23 – Halt erwarten – blinkend                              | Das zugehörige Hauptsignal zeigt Signal 20A oder 20B. |
|        | Signal 24 – Fahrt erwarten (über abzweigenden Fahrweg) – blinkend | Das zugehörige Hauptsignal zeigt Signal 21.           |
|        | Signal 25 – Fahrt erwarten – blinkend                             | Das zugehörige Hauptsignal zeigt Signal 22.           |